# Fabio Piscopiello
Fabio Piscopiello (Gagliano del Capo, 16 febbraio 1985) è un ex ciclista su strada italiano professionista nel 2011 e 2012.

## Carriera
Inizia a mettersi in luce tra gli Élite senza contratto nelle file della formazione marchigiana Vega Prefabbricati Montappone. Nei quattro anni passati nella categoria ottiene sei vittorie, cinque secondi posti e due terzi posti. I risultati più importanti li ottiene nel 2009 e nel 2010: vince, infatti, la quinta tappa del Giro Baby 2009, prova dell'UCI Europe Tour 2009, e la Coppa della Pace 2010, prova anch'essa inserita nel calendario dell'UCI Europe Tour.
Nella stagione 2011 passa professionista a tutti gli effetti tra le file della De Rosa-Ceramica Flaminia, formazione diretta da Fabio Bordonali e nota a partire dal 2012 come Utensilnord-Named.

## Palmarès
- 2009 (Elite, Vega Prefabbricati Montappone, quattro vittorie)

Trofeo Gruppo Meccaniche Luciani
Giro del Montalbano
5ª tappa Giro Baby (Paderno del Grappa > Feltre)
Trofeo Di Pietro Immobiliare
- 2010 (Elite, Vega Prefabbricati Montappone, tre vittorie)

Coppa della Pace
Trofeo Maria SS Addolorata
Trofeo Il Cappello d'Oro